# Parc éolien d'Estinnes
Le parc éolien d'Estinnes se situe sur le territoire de la commune d'Estinnes, en Belgique. Onze éoliennes, considérées comme les plus puissantes au monde, ont été construites sur la plaine dite du « Levant de Mons », non loin des villages d'Estinnes-au-Val, Bray et Vellereille-le-Sec. Ce parc éolien peut produire jusqu'à 180 000 000 kWh par an et permet donc d'alimenter en électricité 50 000 ménages.  
Une extension du parc en direction de Mons est en projet.

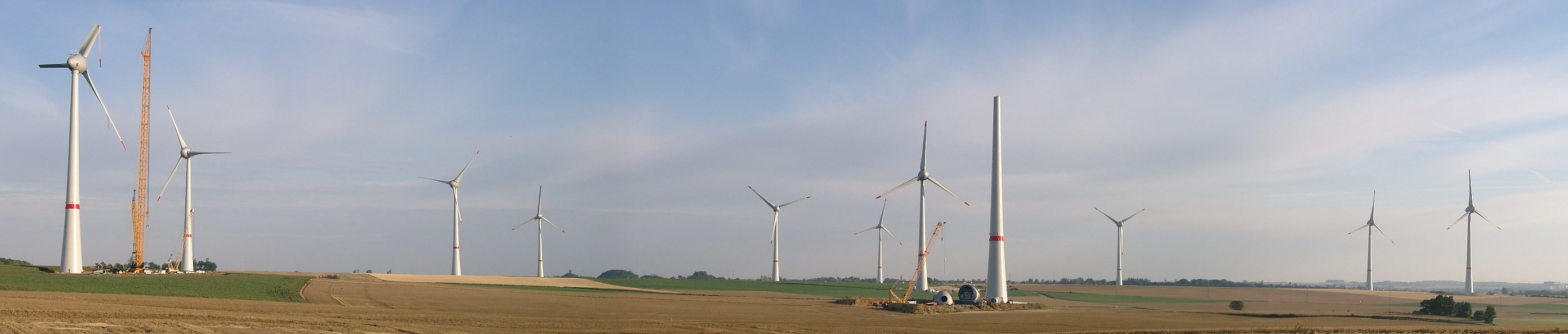
parc éolien d'Estinnes le 20 juillet 2010, deux mois avant l'achèvement de la construction; remarquez la solution unique des pales en 2 pièces

## Types d'éoliennes
Les éoliennes qui ont été installées sur la plaine du Levant de Mons ont été fabriquées par la société allemande Enercon. Ce sont des éoliennes de modèle E-126, d'une hauteur totale de 198 mètres et d'une puissance de 6 mégawatts. Néanmoins, la puissance nominale a été portée à 7,5 MW après des améliorations techniques pendant l'avancement du chantier, à l'exception de l'éolienne n°1.  La puissance totale a donc été portée des 66 MW planifiés à 81 MW.  
La société Windvision, initiatrice du projet, avait prévu dans un premier temps que le transport des composants depuis l'Allemagne se ferait par voie fluviale dès l'été 2008. Le transport par bateau s'est en fait arrêté à Westerlo, sur le Canal Albert et le transport de Westerlo à Estinnes a continué par la route, en convoi exceptionnel.

## État d'avancement des travaux
- novembre 2007 : travaux d'aménagement de routes destinées à transporter les composants et pose de câbles électriques haute tension souterrains
- avril 2008 : premières fondations
- mai 2008 : raccordement au poste électrique d'Harmignies
- août 2008 : arrivée des premiers composants de la première éolienne
- 5 février 2009 : Installation des pales sur la première des onze éoliennes
- 22 juin 2009 : mise en service de la deuxième éolienne
- 13 août 2010 : achèvement de la construction totale des onze éoliennes
- septembre 2010 : mise en service de l'ensemble du parc éolien